# أرماندو إسترادا
حازم علي (ولد في 20 ديسمبر 1976) هو مصارع محترف ومدير فلسطيني أمريكي. وهو معروف باسمه في الحلبة أرماندو أليخاندرو استرادا أو أرماندو استرادا، الذي يعمل في دبليو دبليو إي.

## مسيرة المصارعة الاحترافية

### اتحاد المصارعة العالمي للترفيه (2004–2008)

#### مصارعة وادي أوهايو (2004-2006)
بدأ علي مسيرته في دبليو دبليو إي في المصارعة في منطقة التطوير الخاصة بهم، أوهايو فالي ريسلينغ، حيث ظهر لأول مرة على شاشة التلفزيون في أوهايو فالي ريسلينغ كحارس شخصي يُدعى "أسامة" في حاشية محمد حسن. عندما تم استدعاء حسن ودايفاري إلى القائمة الرئيسية، بقي علي في أوهايو فالي ريسلينغ يصارع مع شخصية عربية معادية لأمريكا، تشبه شخصية ذا آيرون شيك، وبدأ المصارعة في فريق مزدوج مع شاد جاسبارد.
عندما بدأ بول هيمان في حجز أوهايو فالي ريسلينغ، قام بتوسيع اسم أسامة إلى "أسامة رودريجيز أليخاندرو"، وكشف أنه في الواقع نصف كوبي ونصف فلسطيني. إلى جانب كونه مصارعًا نشطًا، أصبح محاورًا خلف الكواليس، حيث أجرى مقابلات مع المصارع روبي داوبر كمساعد، لنسخته الخاصة باللغة الإسبانية من برنامج أوهايو فالي ريسلينغ التلفزيوني. في الوقت نفسه، بدأ حملة إخبارية لانتخابه "ديكتاتور كنتاكي "، والذي كان ينوي إعادة تسميته "لوس كنتاكي"، وكان يأتي إلى الحلبة في كثير من الأحيان حاملاً لافتة مكتوب عليها "بوتي من أجل لالو"، ويكتب "صوت" عمدًا بشكل خاطئ، بناءً على نطقه واستخدام لقبه في ذلك الوقت: "بيج لالو".

#### إدارة أوماجا (2006-2007)
في أبريل 2006، تم استدعاء علي إلى القائمة الرئيسية لـ دبليو دبليو إي وتم وضعه في العلامة التجارية دبليو دبليو إي راو. ظهر لأول مرة في طبعة 3 أبريل 2006 من دبليو دبليو إي راو باسم "أرماندو أليخاندرو استرادا"، وهو رجل أعمال كوبي ومدير الكعب لأول ظهور له أيضًا أوماجا. حصل استرادا على قصة خلفية حيث استغلت عائلته المباشرة علاقاتها مع فيدل كاسترو للعيش في السلع، بينما عاش بقية سكان هافانا (وحتى عمه مانويل) في فقر. شهد ظهوره الأول سخرية ريك فلير، قائلاً إنه أصبح كبيرًا في السن على الاستمرار في العمل ووعد بجلب بطل جديد (أوماجا). قاد استرادا أوماجا في عداوة ضد فلير حتى عرض الدفع مقابل المشاهدة في باكلاش في نهاية الشهر، حيث تغلب أوماجا على فلير.
بعد العداء مع فلير، بدأ أوماجا فترة من سحق المصارعين، قبل وبعد ذلك كان استرادا يلقي خطابات ترويجية حول عظمة مصارعه. خلال هذا الوقت، توقف عن تقديم نفسه قبل العروض الترويجية، حيث كان استخدامه لحرف الـ r الطويل والضحكة القصيرة "ها ها" بدأ في جعله محط هتاف بدلاً من الاستهجان. بالإضافة إلى ذلك، تم تبسيط اسمه إلى أرماندو استرادا.
في عرض سمرسلام في أغسطس، عرض استرادا خدمات أوماجا الذي لم يهزم على آل مكمان (فينس وشين) "لإخراج" خصومهم من فريق دي-جينيريشن إكس (شون مايكلز وتريبل إتش) (DX) خلال مباراة فريقهم. ومع ذلك، عندما حاول أوماجا الوفاء بوعد استرادا، تعرض لهجوم من كين. كان كين وأوماجا في عداوة لمدة شهرين، حيث هاجم كين استرادا في مناسبة واحدة على الأقل. يبدو أن العداء قد انتهى عندما، في 9 أكتوبر 2006، ساعد تدخل استرادا أوماجا على هزيمة كين في مباراة الخاسر يغادر راو.
خلال شهر ديسمبر، بدأ أوماجا، وبالتالي استرادا، عداوة مع جون سينا على بطولة دبليو دبليو إي. في المراحل الافتتاحية، تدخل استرادا في المباريات والمواجهات مع الاثنين، مما أدى إلى قيام المساعد التنفيذي لفينس مكمان، جوناثان كوتشمان، بتوقيع مباراة بين استرادا وسينا. قبل المباراة حاول استرادا شراء سينا (عرض عليه صندوقًا من سيجار كوهيبا، وساعته، وأخيرًا النقود) لكنه رفض. كانت النتيجة مباراة سحق، حيث فاز سينا بتوقيعه FU (الذي أطلق عليه لاحقًا "تعديل الموقف").
في فبراير 2007، تمكن من قيادة أوماجا إلى لقبه الأول، بطولة القارات، ووقف بجانبه أثناء شراكته مع فينس مكمان وخلافه مع بوبي لاشلي. مع تصاعد الخلاف بين أوماجا ولاشلي، استهدف لاشلي استرادا بعد منعه من وضع يديه على أوماجا أو فينس أو شين مكمان خارج المباريات الرسمية؛ في حلقة 8 مايو من إي سي دبليو (برنامج تلفزيوني)، دفع لاشلي استرادا الذي يستخدم كرسيًا متحركًا إلى أسفل منحدر في مجموعة من صناديق القمامة، في ما تبين أنه آخر ظهور لاسترادا (باستثناء ظهور قصير) لعدة أشهر. تم استبعاد استرادا من التلفزيون بعد أن قرر الفريق الإبداعي في دبليو دبليو إي أن هناك عددًا كبيرًا جدًا من الأشخاص على جانب الحلبة لمباراة أوماجا-لاشلي في راسلمينيا 23.

#### مدير عام إي سي دبليو والإصدار اللاحق (2007–2008)
في 14 أغسطس 2007، أثناء بث برنامج''إي سي دبليو (برنامج تلفزيوني)''، تم تعيين أرماندو استرادا رسميًا كمدير عام لعلامة إي سي دبليو (علامة تجارية لدبليو دبليو إي) التابعة لـ دبليو دبليو إي. وبصفته هذه، تم منح شخصية استرادا على الشاشة سيطرة كاملة على حجوزات المباريات، وإدارة المواهب، والسرد التشغيلي الشامل لعلامة إي سي دبليو التجارية ضمن البرمجة النصية لـ دبليو دبليو إي.
في أوائل عام 2008، تم تطوير قصة تتضمن استرادا وكولين ديلاني، وهو مصارع مستقل تم تصويره على أنه شخص ضعيف يتنافس بدون عقد رسمي مع دبليو دبليو إي. باستخدام سلطته التنفيذية (في القصة)، أخضع استرادا ديلاني لسلسلة من المباريات ضد مجموعة من الخصوم الأكبر حجمًا والأكثر خبرة، بما في ذلك ذا بيج شو وبطل إي سي دبليو آنذاك تشافو جيريرو جونيور. اشترط استرادا أن ديلاني سيحصل على عقد دبليو دبليو إي فقط عند تأمين الفوز ضد هؤلاء الخصوم.
بلغت القصة ذروتها في حلقة 6 مايو 2008 من برنامج''إي سي دبليو (برنامج تلفزيوني)''، حيث هزم ديلاني استرادا في مباراة فردية، وبالتالي استوفى الشروط اللازمة للحصول على عقد رسمي مع دبليو دبليو إي. في الأسبوع التالي، أعلن استرادا أنه أضاف نفسه إلى قائمة إي سي دبليو كمنافس نشط. في أول مباراة له كمصارع رسمي في إي سي دبليو، حقق الفوز على ديلاني، مما أدى إلى تعزيز قصتهم المستمرة.
في 3 يونيو 2008، تم إقالة استرادا من منصبه كمدير عام خلال حلقة من برنامج''إي سي دبليو (برنامج تلفزيوني)''، وتم الإعلان عن ثيودور لونج كبديل له. كان المبرر (القصة) المقدم هو أن مجلس إدارة دبليو دبليو إي اعتبر أنه من غير الحكمة مالياً تعويض استرادا عن أدواره الإدارية والمصارعة.
وفي وقت لاحق، تم تصوير شخصية استرادا وهو يسعى جاهداً للحصول على عقد مصارعة، وهو ما يوازي التحديات السابقة التي فرضها بنفسه على ديلاني. خلال هذه الفترة، تم استخدامه في المقام الأول كـ " مصارع "، مما جعله يخسر المباريات أمام المصارعين المعروفين والمبتدئين أثناء محاولته كسب عقده ضمن إطار القصة.
في حلقة 5 أغسطس 2008 من برنامج''إي سي دبليو (برنامج تلفزيوني)''، ساعد ديلاني استرادا في هزيمة تومي دريمر، مما سمح لاسترادا بالفوز بعقده (القصة). كان ظهوره التلفزيوني الأخير في حلقة 12 أغسطس 2008، حيث هزمه فينلي.
في 18 نوفمبر 2008، أعلنت دبليو دبليو إي رسميًا عن إطلاق سراح استرادا من عقده، منهيةً فترة عمله مع الشركة بعد أشهر من عدم النشاط.

### الدائرة المستقلة وشبه التقاعد (2008-2013)
بعد إطلاق سراحه من دبليو دبليو إي، عاد علي إلى الدائرة المستقلة. في 3 يناير 2009، تعاون علي، الذي كان يصارع تحت اسمه في الحلبة أرماندو أليخاندرو استرادا، مع إيليجاه بيرك في محاولة خاسرة ضد ثاندر ولايتنينج على بطولة العالم للفرق الثنائية في حدث يوفوريا الذي نظمه مجلس المصارعة العالمي. قبل ذلك، أدار أيضًا دادلي بويز في مباراة على الألقاب، والتي فاز بها الرعد والبرق. في 21 مارس في حدث بطولة البحيرات العظمى للمصارعة، عالمان. تو سويت، علي، تحت اسم الحلبة "السيد أرماندو إسترادا"، هزم آل سنو في بطولة البحيرات العظمى للمصارعة للوزن الثقيل. في 12 أكتوبر 2012، في حدث بطاقات نتائج المصارعة الاحترافية، واجه استرادا جيم دوجان في محاولة خاسرة. في 20 أكتوبر 2012، في حدث بطولة البحيرات العظمى للمصارعة، خسر أرماندو إسترادا بطولة البحيرات العظمى للمصارعة للوزن الثقيل أمام روبي إي في مباراة ثلاثية. في يوم 1 ديسمبر 2012، في حدث بطولة البحيرات العظمى للمصارعة، تعاون أرماندو إسترادا مع بيلي جان وجاي برادلي لمواجهة تو كول (سكوتي 2 هوتي، جراند ماستر سيكسي) وريكيشي في مباراة فرق مكونة من ستة لاعبين في محاولة خاسرة. تقاعد في عام 2013.

### العودة إلى دبليو دبليو إي (2010–2012)
أعاد استرادا التوقيع مع دبليو دبليو إي في ديسمبر 2010، ولكن لم يتم استخدامه حتى حلقة 26 مايو 2011 من دبليو دبليو إي سوبرستارز، عندما عاد كمدير لتايسون كيد. لقد تخلى استرادا عن صورته السابقة (بما في ذلك لهجة شخصية استرادا السابقة)، وتم تقديمه بدلاً من ذلك كرجل أعمال محترف. ثبت أن الاتحاد كان قصير الأمد، حيث استمر كيد في البحث عن المدير المناسب في الأسبوع التالي. على الرغم من أنه لم يظهر على شاشة التلفزيون مرة أخرى، إلا أن استرادا ظل مرتبطًا بعقد حتى 26 يونيو 2012، قبل أن يتم الاستغناء عنه رسميًا من قبل دبليو دبليو إي في 2 يوليو 2012.

### المصارعة الأمريكية الشاملة (2019)
في مارس 2019، عاد استرادا إلى المصارعة المحترفة بصفته مديرًا لجاكوب فاتو، ابن شقيق العميل السابق أوماجا.

### العودة الثانية إلى دبليو دبليو إي (2024 حتى الآن)
في سبتمبر 2024، وقع استرادا عقدًا أسطوريًا مع دبليو دبليو إي.

## الحياة الشخصية
بعد رحيله الأول عن دبليو دبليو إي، افتتح استرادا مطعمًا، "شريحة لحم الطفل مع عصير الليمون"، في جلينديل، أريزونا. لقد تم إغلاق المطعم منذ ذلك الحين.
ظهر في فيديو موسيقي لفرقة تلة سيبرس في عام 2010. ويتحدث اللغة العربية بطلاقة.

## البطولات والإنجازات
- بطولة البحيرات العظمى للمصارعة
  - بطولة البحيرات العظمى للمصارعة (GLCW) للوزن الثقيل (مرة واحدة).
- مجلة المصارعة المحترفة المصورة
  - احتل المرتبة رقم 407 ضمن أفضل 500 مصارع فردي في مجلة المصارعة المحترفة المصورة 500 في عام 2008.[43]

## روابط خارجية
- ملف دبليو دبليو إي المؤرشف
- الملف الشخصي لعالم المصارعة على الإنترنت
- حازم علي في قاعدة بيانات الأفلام على الإنترنت

أرماندو إسترادا على موقع دبليو دبليو إي (الإنجليزية)
- أرماندو إسترادا على موقع WrestlingData.com (الإنجليزية)
- أرماندو إسترادا على موقع CageMatch worker (الإنجليزية)
- أرماندو إسترادا على موقع قاعدة بيانات المصارعة على الإنترنت (الإنجليزية)
- أرماندو إسترادا على موقع عالم المصارعة على الإنترنت (الإنجليزية)
- أرماندو إسترادا على موقع عالم المصارعة على الإنترنت (الإنجليزية)